# Meridja
Meridja es un municipio (baladiyah) de la provincia o valiato de Béchar en Argelia. En abril de 2008 tenía una población censada de 592 habitantes.
Se encuentra ubicado al oeste del país, en al región desértica de Saoura, cerca de la frontera con Marruecos.